# 張孝忠 (元)
張 孝忠（ちょう こうちゅう、生没年不詳）は、モンゴル帝国に仕えた将軍の一人。四川方面の戦線で活躍した張万家奴の息子であり、張孝忠もまた四川方面で活躍した。

## 生涯
張孝忠の祖父の張ジャルグタイはトルイ（モンケ・カアン、クビライ・カアンらの父）に仕えた人物で、父の張万家奴は主に四川方面での戦闘に活躍した将であった。張孝忠も幼いころから父に従ってモンゴル軍に属し、各地の戦場で活躍した。至元19年（1282年）、都元帥のイェスデルに従って亦奚不薛蛮の討伐に従事し、敵軍が会霊関に集結していることを知ると沙谿まで追ってこれを破った。その後、龍家寨・阿那関まで進んで亦奚不薛の陣営を大破し、また800の兵で阿永蛮を鹿札河の戦いで破り勝勢に乗じて打鼓寨まで至った。これらの活躍により諸蛮は平定され、張孝忠は功績により金帛・弓矢・鞍轡を下賜され、成都に帰還した。
至元22年（1285年）、烏蒙蛮の討伐に従事し、大垻・都掌・蟻子の諸蛮を撃った功績により明威将軍の位を加えられた。至元27年（1290年）からは命を受けて中央アジア方面の沙州・瓜州に赴いたが、帰還後は僉四川等処行枢密院事の地位を授けられた。本軍万戸の地位で成都路に駐屯したが、まもなく亡くなった。